# فيارني فيوارسون
فيارني فيوارسون، من مواليد 5 مارس 1988 في ريكيافيك في آيسلندا، لاعب كرة قدم أيسلندي.
بدأ مسيرته الكروية مع نادي إيفرتون في عام 2006، وأعير في عام 2007 إلى نادي بورنموث، وشارك معهم في 3 مباريات وسجل هدف واحد، وهو يلعب حاليا مع نادي إيفرتون.

## مسيرته الكروية
لعب فيارني فيوارسون خلال مسيرته الاحترافية مع 7 أندية في ثلاثة عشر موسمًا وسجل خلالها 12 هدفًا ضمن 120 مباراة. ولم يفز بأي موسم بالكأس وفاز في موسمين بالدوري.
خاض فيارني فيوارسون مسيرته مع نادي إيفرتون في موسم 2005–06 لمدة موسم واحد، لم يشارك في أي مباراة ولم يسجل أي هدف. ثم انتقل إلى نادي بورنموث في موسم 2006–07 لمدة موسم واحد، حيث شارك في 6 مباريات سجل خلالها هدفًا واحدًا. لينتقل بعدها إلى نادي تفينتي أنشخيدة في موسم 2007–08 ولمدة موسمين، لم يشارك في أي مباراة ولم يسجل أي هدف. ثم انتقل إلى K.S.V. Roeselare ‏ في موسم 2009–10 لمدة موسم واحد، مشاركًا في 23 مباراة سجل خلالها 6 أهداف. هذا وانتقل لاحقًا إلى نادي كيه في ميخيلين في موسم 2010–11 ولمدة موسمين، مشاركًا في 16 مباراة ولم يسجل أي هدف. ثم انتقل بعدها إلى نادي سيلكيبورج في موسم 2012–13 واستمر معه طيلة ثلاثة مواسم، مشاركًا في 28 مباراة سجل خلالها هدفًا واحدًا. ليعود وينتقل من جديد، لكن هذه المرة إلى نادي فيمليكافيلاغ هافنارفيارذار في موسم 2015 واستمر معه طيلة ثلاثة مواسم، مشاركًا في 47 مباراة سجل خلالها 4 أهداف.

## روابط خارجية
- فيارني فيوارسون على موقع قاعدة بيانات كرة القدم.إي يو (الإنجليزية)
- فيارني فيوارسون على موقع ناشيونال فوتبول تيمز (الإنجليزية)
- فيارني فيوارسون على موقع Soccerbase.com (لاعب) (الإنجليزية)
- فيارني فيوارسون على موقع Soccerway.com (الإنجليزية)
- فيارني فيوارسون على موقع عالم كرة القدم.نت (الإنجليزية)